# Замок Свіни
Замок Свіни (пол. Zamek Świny, нім. Schweinhausburg) — спершу оборонний, а з початку XVII століття житловий замок у селі Свіни у Нижньосілезькому воєводстві в Польщі, що знаходиться на Качавському Передгір'ї в Судетах, недалеко від міста Болькув. 
Є одним із найстаріших замків на туристичному Шляху П'ястівських Замків. За легендою, замок з'єднаний підземним переходом із замком у Болькові, розташованим за кілька кілометрів від нього. 

## Історія

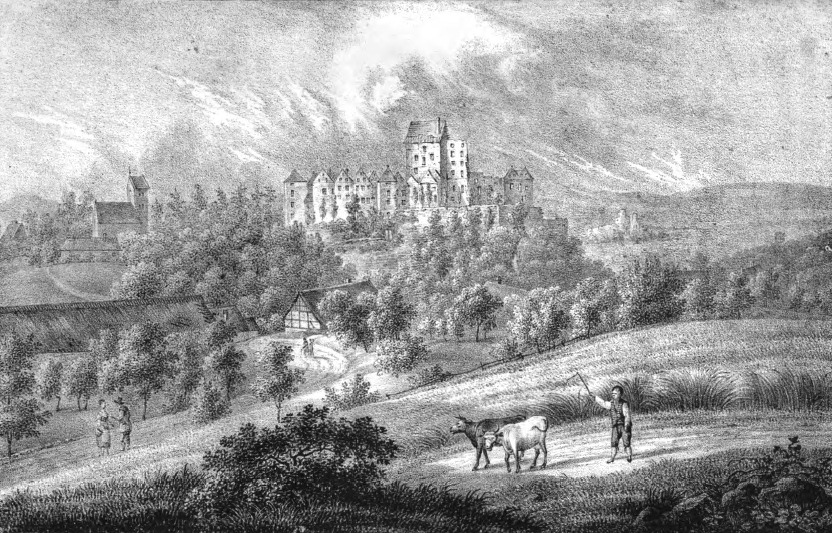
Руїни замку орієнтовно у 1825 році

Замок побудовано з брунатно-червоного конгломерату на замковому пагорбі, який сформований з кварцового порфіру та порфірового туфу. 
Вперше замок було згадано у літописі Козьми Празького у 1108 році під назвою "Zvini in Polonia". Пізніше в документі папи Адріана IV він згадується каштелянський замок — "Zpini". У 1244 році згадується Якса, каштелян "Svyn". Фактично замок вважається найдавнішим приватним замком на теренах сучасної Польщі. 
Згідно з існуючими документами, у XIII столітті власниками замку були: Тадер у 1230 році, Якса у 1242 році, Петро з Свин у 1248 році. У 70-х роках XIII століття за рішенням Болеслава I Суворого замок Свіни втратив статус каштелянії, яку було перенесено до новішого Болькува. Колишній князівський замок ймовірно, перейшов ще до 1272 року у володіння лицарів, адже у документі Болеслава ІІ Рогатки з того ж року, він вже згадується як власність Яна де Свін. У 1313 році у свиті Бернарда Свидницького був Петро де Свіне. Замок було передано лицарській родині Свинків (нім. Von Schweinichen), яка мешкала тут аж до XVIII століття. У 1323 році власником замку був Генріх де Свін. У середині XIV століття на місці дерев'яних укріплень з бутового каменю було споруджено чотириповерхову житлово-оборонну вежу з дуже масивними 2,5-метровими мурами та оборонні мури навколо замку. Вежа (розмірами 12х18 метрів) мала підземелля та була вкрита двосхилим дахом. До сьогодні в її стіні зберігся готичний вхідний портал. 
У середині XV століття Ґунцель фон Швайніхен добудував до вежі двоповерховий житловий будинок та нові укріплення навколо. Остання і найбільш значна перебудова замку була здійснена у 1614-1660 роках Йоганном Сигізмундом фон Швайніхеном, який  змінив вигляд сімейної резиденції на ренесансний. Завдяки контактам з містиками, алхіміками і розенкрейцерами Йоганн Сигізмунд заснував в Свінах теософський гурток і зібрав містично-теософічну бібліотеку. У 1624 році в замку перебував містик Якоб Беме, який написав тут "Послання до спраглої і голодної душі". Разом з ним у замку збиралися й інші містики, серед яких були Анґелус Сілезіус та Авраам фон Франкенберг . 
Із північного заходу до замку було добудовано прямокутний палац. Замок було оточено укріпленнями, пристосованими до використання вогнепальної зброї, що складалися з нових оборонних мурів, а також бастей та малого бастіону. В'їзд до замку здійснювався через підйомний міст. Фортикаціями було забезпечено також терен підзамча, про що свідчать рештки трикутного земляного бастіону, що знаходяться на південний схід від замку.  
Після зникнення в 1702 році, зі смертю Георга Ернеста  фон Швайніхена, молодшого відгалуження родини фон Швайніхенів, які проживали в Свінах, у 1713 році замок перейшов до зятя покійного, Себастіана Генріха фон Швейніца. У 1762 році Свіни, які не постраждали ні під час гуситських воєн, ні під час Тридцятилітньої війни, були розграбовані російськими військами під час Семирічної війни. Внаслідок спустошення фон Швайніци виставили замок на торги та в 1769 році продали його прусському державному міністру Йоганну Генріху графу фон Хуршвандту. Однак замок залишився нежилим і далі продовжував руйнуватися. Вдова міністра, передала Свіни свій дочці від другого шлюбу, Терезі фон Шлабрендорф, після якої замок перейшов у спадок до її нащадків, австрійських графів Хойос фон Шпрінценштайнів та залишався у їх власності аж до 1941 року, коли вони були змушені продати замок державі. Вермахт облаштував у замку склад запчастин до літаків. 
Найбільшу шкоду замку, після спустошення у 1762 році, завдали буревії у 1840 (зірвано дах із вежі), 1848 (обвал верхівки вежі) та 1868 роках. Нарешті, пожежа у 1876 році повністю знищила внутрішню частину замку. Спроби укріплення зруйнованої будівлі було здійснено в 1931 році. У 1936-1937 роках вежу накрили дахом. Однак подальші роботи розпочалися лише за 30 років.   

## Сучасний стан
З 1991 року замок знову перебуває у приватній власності. 5 липня 2008 року, за участі населення та влади гміни та міста Болькув, відбулося урочисте святкування 900-ліття замку та села Свіни. Поруч із руїнами замку було встановлено пам'ятний знак.    

## Фотогалерея

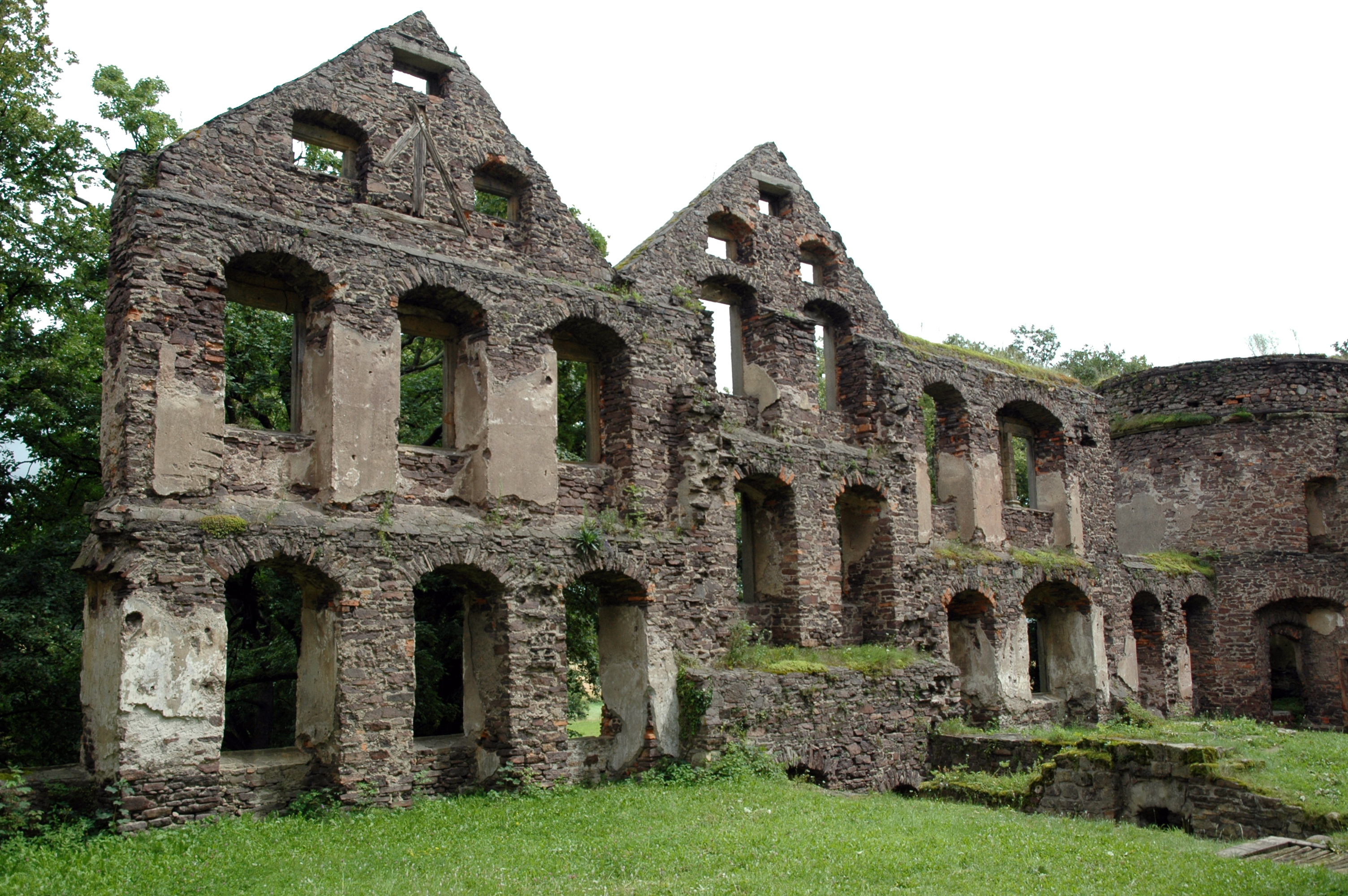
Фрагмент зруйнованого замку
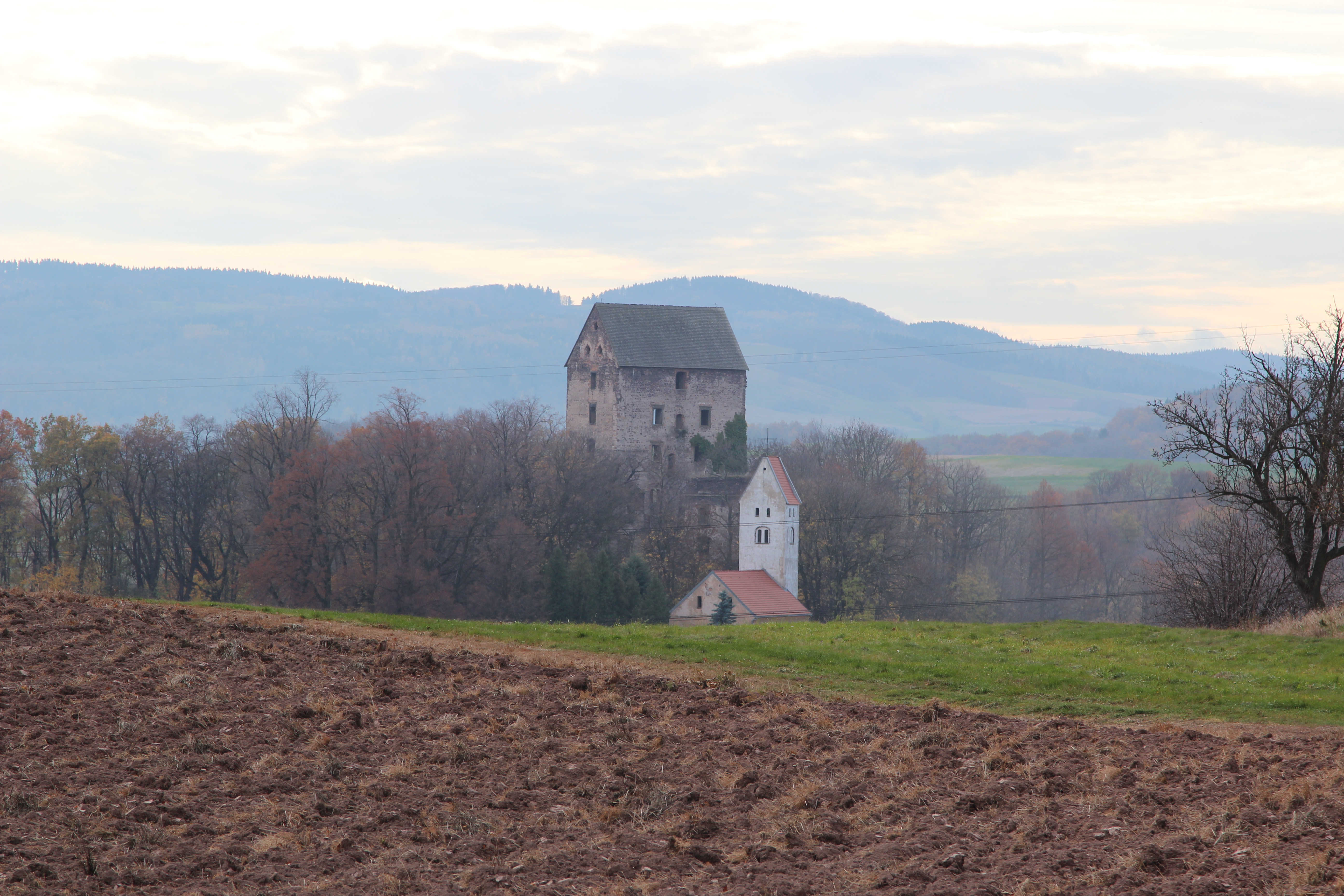
Панорама замку та сусіднього костьолу
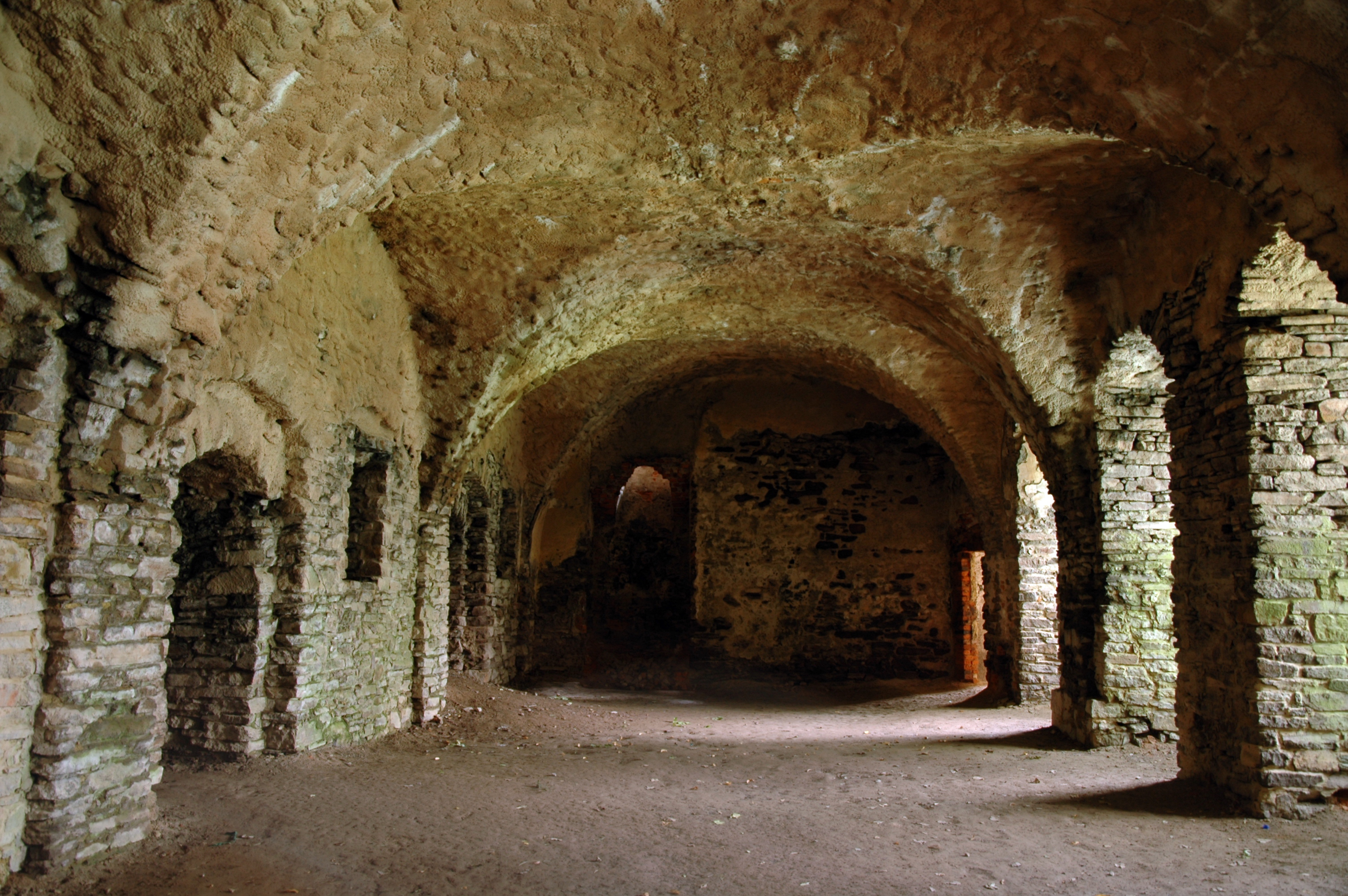
Галерея під замком